# 국가기술표준원
국가기술표준원(國家技術標準院, Korean Agency for Technology and Standards, 약칭: KATS)은 대한민국 산업통상자원부의 소속기관이다. 2013년 12월 12일 발족하였으며, 충청북도 음성군 맹동면 이수로 93에 위치하고 있다. 원장은 고위공무원단 가등급에 속하는 일반직공무원·공업연구관·환경연구관·시설연구관 또는 보건연구관으로 보한다.

## 직무
- 국가표준 정책 및 산업[1]표준화 정책의 수립·운영, 국가표준제도 확립의 지원
- 제품[2]의 안전관리 및 품질관리. 다만, 정보통신제품 및 전기통신기기 등의 제품의 경우 전기안전에 한정한다.
- 산업표준·안전기준·적합성·산업기반기술 등에 관한 조사·분석·평가·연구·개발지원 및 인증
- 「국가표준기본법」에 따른 적합성평가, 계량, 측정에 관한 정책의 수립과 국제상호인정 및 국제협력의 추진
- 표준화 및 제품안전 관련 국가간 또는 국제기구와의 협력 및 교류
- 품질경영정책의 수립·추진
- 무역에 대한 기술장벽(TBT) 및 소관분야 기술규제 정책·대응 업무의 수립·총괄·조정

## 연혁

### 정부 수립 이전
- 1883년: 전환국 소속 분석시험소 설치. 화폐주조 및 금속광물의 분석ㆍ가공ㆍ제련 업무를 담당.
- 1907년: 농상공부 소관 공업전습소 관제 영포.
- 1910년: 조선총독부 공업전습소로 개칭.
- 1912년: 조선총독부 중앙시험소 관제발포로 공업전습소는 중앙시험소에 부치.
- 1946년: 중앙시험소에서 중앙공업연구소로 개칭.

### 정부 수립 이후
- 1949년 4월 26일: 상공부 소속으로 중앙공업연구소 설치.
- 1961년 10월 2일: 국립공업연구소로 개편.
- 1973년 1월 16일: 공업진흥청 소속 국립공업표준시험소로 개편.
- 1976년 4월 6일: 국립공업시험원으로 개편.
- 1991년 12월 2일: 국립공원기술원으로 개편.
- 1996년 2월 9일: 중소기업청 소속 국립기술품질원으로 개편.
- 1999년 5월 24일: 산업자원부 소속 기술표준원으로 개편.
- 2008년 2월 29일: 지식경제부 소속으로 변경.
- 2013년 3월 23일: 산업통상자원부 소속으로 변경.
- 2013년 12월 12일: 국가기술표준원으로 개편.

## 조직

### 원장
- 지원총괄과[3]

표준정책국
- 표준정책과[5]
- 국제표준협력과[3]
- 산업표준혁신과[3]
- 전지전자정보표준과[3]
- 기계융합산업표준과[3]
- 바이오화학서비스표준과[3][6]

제품안전정책국
- 제품안전정책과[5]
- 제품시장관리과[3]
- 제품안전정보과[3][6]
- 전기통신제품안전과[3]
- 생활어린이제품안전과[3]

적합성정책국
- 시험인증정책과[5]
- 적합성평가과[3]
- 인증산업진흥과[3]
- 계량측정제도과[3][6]

기술규제대응국
- 기술규제정책과[5]
- 무역기술장벽협상과[3]
- 기술규제조정과[3]
- 기술규제협력과[3][6]

## 같이 보기
- 대한민국 산업통상자원부
- 국가표준기본법
- 한국산업표준
- 한국표준협회
- 국제 표준화 기구
- 국제 전기 표준 회의
- ISO/IEC JTC 1
- PASC
- 한국표준과학연구원
- 한국계량측정협회
- 한국기계전기전자시험연구원